# Суперлига (чемпионат США по регби)
Это статья о чемпионате США по регби-15, проводившемся до 2012 года. О европейском турнире по регбилиг см. статью «Суперлига (регбилиг)» О нынешнем первенстве США см. статью «ПРО Регби».
Регбийная Суперлига или просто Суперлига (англ. Rugby Super League) — высший дивизион национального чемпионата США по регби до 2012 года Суперлига проводится ежегодно с 1997 г. Турнир создан при поддержке 14 из 16 крупнейших регбийных организаций Соединённых Штатов. В 2007 и 2008 гг. за титул сильнейшей команды боролись 18 клубов. К сезону 2011 г. осталось всего 11 претендентов, разделённых на две конференции — Красную и Синюю. Сейчас, несмотря на то, что в розыгрыше принимают участие всего 9 коллективов, деление по конференциям сохранилось.

## История

Предыдущая эмблема чемпионата.

Суперлига создана с целью расширения круга конкурентоспособных команд страны. В 1997 г. состоялся дебютный розыгрыш чемпионата. За победу сражались 14 клубов, поделённых на два дивизиона (Западно-Тихоокеанский и Центрально-Восточный).
В первом сезоне приняли участие следующие клубы:
- «Белмонт Шор»
- «Вашингтон»
- «Голден Гейт»
- «Даллас Харлекуинс»
- «Денвер Барберианс»
- «Джентлмен оф Аспен»
- «Канзас-Сити Блюз»
- «Лайф»
- «Олд Блю»
- «Олд Блюз»
- «Олд Пьюджет-Саунд Бич»
- «Олд Мишн Бич Атлетик Клаб» («ОМБАК»)
- «Потомак Атлетик»
- «Чикаго Лайонс»

Первым чемпионом стал «Аспен», переигравший в финальном матче «Олд Блю» (29-9, Нью-Йорк).
В следующем розыгрыше число участников увеличилось: к лиге присоединились «Бостон» и «Филадельфия Уайтмаш». Оба клуба пополнили состав Восточной конференции, «Даллас» же был переведён в Западную. В 2001 г., отделившись от Первого дивизиона, турнир был признан ведущим регбийным состязанием в стране. Через год Суперлига вновь была расширена. Статус участников получили «Нью-Йорк Атлетик Клаб» и «Хейвард», прошедший процедуру слияния с «Олд Блюз».
В 2002 г. формат Суперлиги претерпел значительные изменения. Деление команд на конференции по географическому признаку было упразднено, и в течение нескольких сезонов (до 2005 г.) какая-либо дифференциация отсутствовала. Победителем десятого сезона Суперлиги в 2006 г. стал «ОМБАК», переигравший в финальном матче «Белмонт Шор» (36-33). К сезону 2007 г. число команд увеличилось до 18. Приглашение к участию было принято клубами «Санта-Моника» и «Бостон Айриш Вулфхаундс». «Чикаго Гриффинс» заняли вакантное место после того, как «Канзас-Сити Блюз» были понижены в классе.
В 2008 г. на канале ESPN Classic прошла прямая трансляция финального матча между «Белмонт Шор» и «Нью-Йорком». В тяжёлом матче сильнее оказались регбисты из «Большого яблока» (31-28). В 2009 г. произошло очередное изменение состава участников, но на этот раз их число уменьшилось до 16. «Филадельфия», «Вашингтон» и «Сент-Луис» покинули лигу, «Лайф» же вернулся после шестилетнего перерыва.
Финансовый кризис конца 2000-х гг. вынудил одну из лучших команд лиги «Белмонт Шор» прекратить выступления на высшем уровне. Вслед за этим последовало аналогичное действие со стороны «Санта-Моники». Так как число команд в конференциях неодинаковым, в Красную был переведён «Даллас» (таким образом, за титул чемпиона стали бороться 14 коллективов). В августе 2010 г. прошение о переведении в низшую лигу подал «Бостон». Осенью 2011 г. «Потомак» был заменён клубом «Юта Уорриорз» из Солт-Лейк-Сити. Перед сезоном 2012 г. лигу покинули «Чикаго Лайонс» и «Юта Уорриорз».

## Результаты

### По сезонам
| Год  | Место проведения                                  | Финал                   | Финал        | Финал                   |
| Год  | Место проведения                                  | Победитель              | Счёт         | Второе место            |
| ---- | ------------------------------------------------- | ----------------------- | ------------ | ----------------------- |
| 1997 | Сан-Франциско, Калифорния                         | «Джентлмен оф Аспен»    | 29 — 9       | «Олд Блю»               |
| 1998 | Бостон, Массачусетс                               | «Белмонт Шор»           | 28 — 10      | «Олд Блю»               |
| 1999 | Денвер, Колорадо                                  | «Денвер Барбарианс»     | 22 — 18      | «Белмонт Шор»           |
| 2000 | Сан-Диего, Калифорния                             | «Лайф»                  | 43 — 21      | «Джентлмен оф Аспен»    |
| 2001 | Рокфорд, Иллинойс                                 | «Джентлмен оф Аспен»    | 56 — 21      | «ОМБАК»                 |
| 2002 | Аспен, Корорадо                                   | «Джентлмен оф Аспен»    | 34 — 23      | «Белмонт Шор»           |
| 2003 | Сан-Франциско, Калифорния                         | «Белмонт Шор»           | 23 — 15      | «ОМБАК»                 |
| 2004 | Ньюпорт, Род-Айленд                               | «Белмонт Шор»           | 24 — 21      | «Голден Гейт»           |
| 2005 | «Рентшлер Филд» Ист-Хартфорд, Коннектикут         | «Нью-Йорк Атлетик Клаб» | 23 — 19      | «Белмонт Шор»           |
| 2006 | «Бак Шоу Стэдиум» Санта-Клара, Калифорния         | «ОМБАК»                 | 36 — 33      | «Белмонт Шор»           |
| 2007 | «Зэ Литтл Кью Рагби Филд» Санта-Диего, Калифорния | «Белмонт Шор»           | 27 — 21      | «Чикаго Лайонс»         |
| 2008 | «Инфинити Парк» Глендейл, Колорадо                | «Нью-Йорк Атлетик Клаб» | 31 — 28 (OT) | «Белмонт Шор»           |
| 2009 | «Инфинити Парк» Глендейл, Колорадо                | «Голден Гейт»           | 23 — 13      | «Лайф»                  |
| 2010 | «Рокка Филд» Сан-Франциско, Калифорния            | «Нью-Йорк Атлетик Клаб» | 28 — 25      | «Голден Гейт»           |
| 2011 | «Интернэйшнл Спортс Комплекс» Мариетта, Джорджия  | «Голден Гейт»           | 20 — 15      | «Лайф»                  |
| 2012 | «Магнусон Парк» Сиэтл, Вашингтон                  | «Нью-Йорк Атлетик Клаб» | 32 — 29      | «Олд Пьюджет-Саунд Бич» |

### По клубам
| Команда                 | Чемпион | Финалист | Победные годы          | Годы в финале                |
| ----------------------- | ------- | -------- | ---------------------- | ---------------------------- |
| «Белмонт Шор»           | 4       | 5        | 1998, 2003, 2004, 2007 | 1999, 2002, 2005, 2006, 2008 |
| «Нью-Йорк Атлетик Клаб» | 4       | 0        | 2005, 2008, 2010,2012  |                              |
| «Джентлмен оф Аспен»    | 3       | 1        | 1997, 2001, 2002       | 2000                         |
| «Голден Гейт»           | 2       | 2        | 2009, 2011             | 2004, 2010                   |
| «Лайф»                  | 1       | 2        | 2000                   | 2009, 2011                   |
| «ОМБАК»                 | 1       | 2        | 2006                   | 2001, 2003                   |
| «Денвер Барберианс»     | 1       | 0        | 1999                   |                              |
| «Олю Блю»               | 0       | 2        |                        | 1997, 1998                   |
| «Чикаго Лайонс»         | 0       | 1        |                        | 2007                         |
| «Олд Пьюджет-Саунд Бич» | 0       | 1        |                        | 2012                         |